# St.-Marien-Kathedrale (Newcastle upon Tyne)

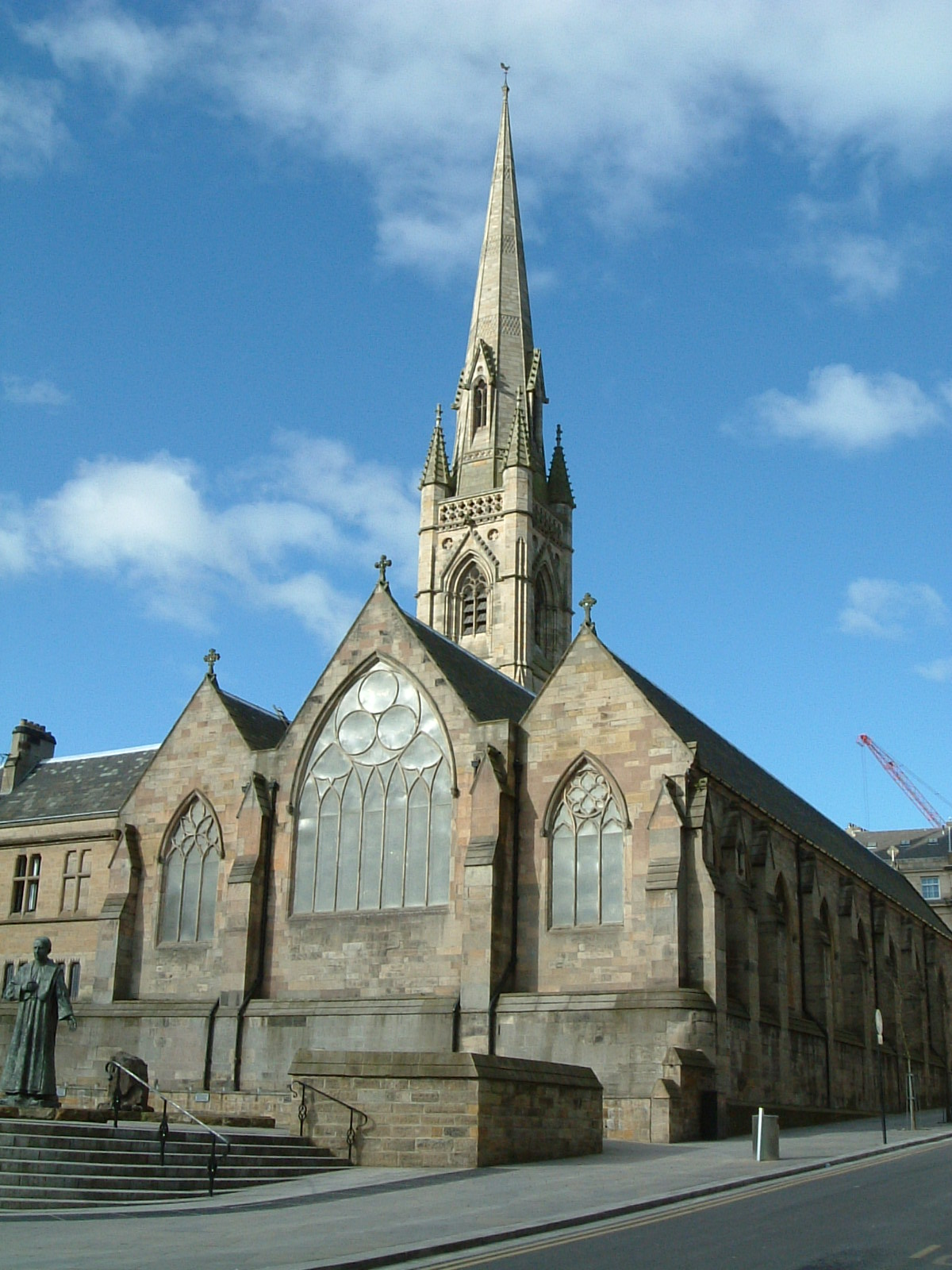
Kathedrale von Newcastle; davor links die Statue von Kardinal Basil Hume, die 2002 von Königin Elisabeth II. enthüllt wurde

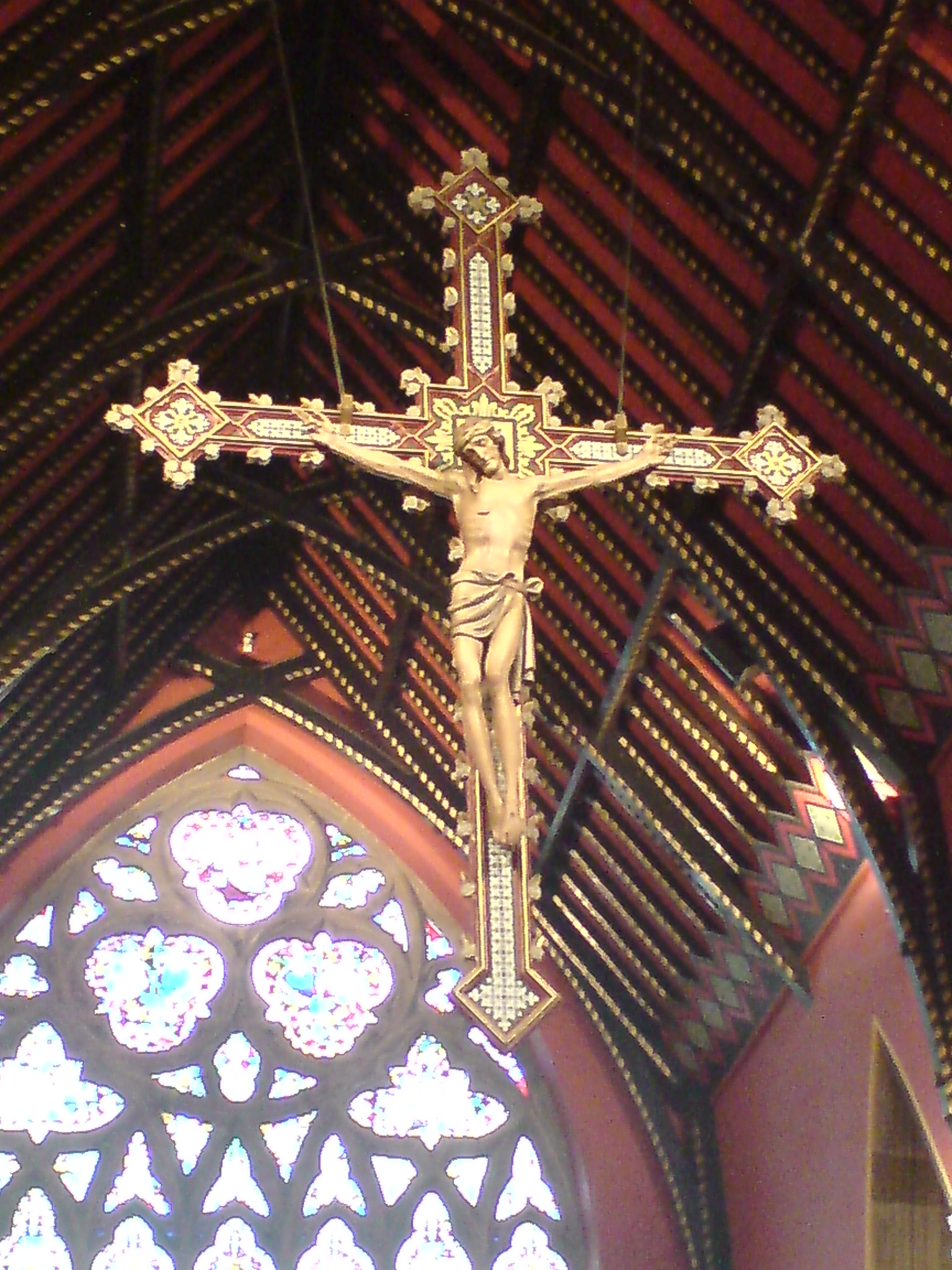
Triumphkreuz und Maßwerkfenster

Die St.-Marien-Kathedrale im nordostenglischen Newcastle upon Tyne ist die Bischofskirche des römisch-katholischen Bistums Hexham und Newcastle. Die 1842–1844 erbaute neugotische Hallenkirche gilt als eines der Hauptwerke von
Augustus Welby Northmore Pugin. Sie ist als Grade-I-Bauwerk gelistet.

## Geschichte
Die Geschichte der katholischen Gemeinde von Newcastle begann mit der Katholikenemanzipation in England und den irischen Zuwanderern im Zuge der Industrialisierung. Die als Pfarrkirche erbaute Marienkirche wurde bei der Wiederherstellung der katholischen Hierarchie in England 1850 Kathedrale des neu errichteten Bistums Hexham.
Bombenschäden im Zweiten Weltkrieg machten Reparaturarbeiten erforderlich. Eine aufwendige Sanierung und Neugestaltung erfolgte 1980–1998.

## Architektur und Ausstattung
Die Kathedrale ist im englischen Decorated Style gehalten. Sie hat die ungewöhnliche Gestalt einer siebenjochigen Hallenkirche mit drei durchgehenden Schiffen, von denen das mittlere breiter, aber nur wenig höher ist. Sie tragen separate Satteldächer mit offenen Dachstühlen. Der Altarraum ist architektonisch nicht abgesetzt. Der hohe quadratische Turm mit Pyramidenhelm an der westlichen Südseite wurde 1872 hinzugefügt. An der östlichen Südseite schließt sich das Pfarreigebäude im Tudorstil an.
Von der Ausstattung sind besonders das große gotisierende Triumphkreuz, das figurenreiche Altarretabel und die Bildfenster aus dem 19. und 20. Jahrhundert bemerkenswert.